# 帕森城的利维坦
帕森城的利维坦（Leviathan of Parsonstown）也稱為羅斯六英尺望遠鏡（ Rosse six-foot telescope），是一架歷史悠久的反射望遠鏡，口徑72英寸（1.83米），從1845年到1917年帕森城的利维坦一直是世界上最大的望遠鏡，直到美國加利福尼亞州建造100英寸（2.5米）虎克望遠鏡之前。
羅斯六英尺望遠鏡由第三代羅斯伯爵威廉·帕森思在愛爾蘭帕森城的比爾城堡莊園建造。

## 設計
第三代羅斯伯爵威廉·帕森思改良鏡面金屬鑄造、研磨和拋光大型望遠鏡鏡子的技術，並製造了蒸汽動力的拋物面鏡研磨機。他於1839年製作的3英尺（91厘米）鏡子被鑄造成小塊，然後組裝在一起，再進行研磨和拋光；1840年推出的繼任者是一整塊鑄成的。1842年，第三代羅斯伯爵威廉·帕森思鑄造了他的第一面6英尺（1.83公尺）的鏡子，但經過五次鑄造才得到兩面磨光的鏡子。窺鏡很快就失去光澤；有了兩面鏡子，一面可以在望遠鏡中使用，而另一面則可以重新拋光。望遠鏡筒與支撐結構於1845年完工。
1867年，第三代羅斯伯爵威廉·帕森思去世後，第四代伯爵勞倫斯·帕森斯繼續操作這台六英尺望遠鏡。 1874年至1878年，約翰·路易·埃米爾·德雷耳利用望遠鏡開始編纂《新星雲和星團總表》。
儘管第四代伯爵勞倫斯·帕森斯於1876年建造了一個較小的 3 英尺赤道儀，但這架六英尺望遠鏡一直使用到1890年左右。1908年，第四代伯爵勞倫斯·帕森斯去世後，望遠鏡被部分拆除，1914年，其中一面鏡子及鏡盒被轉移到倫敦科學博物館。帕森城的利维坦建築牆壁依然存在，鏡筒、第二個鏡盒和萬向節均倖存。

## 延伸閱讀
- Patrick Moore (1981). The Astronomy of Birr Castle. The Tribune Printing and Publishing Group, Birr.
- Patrick Moore (1997). "The Leviathan Reborn". Sky & Telescope, 94.5, p. 52.
- D.H. Levy (2004). "Miracle at Birr Castle". Sky & Telescope, 107.1, p. 84.
- Wolfgang Steinicke. "William Parsons, 3rd Earl of Rosse （页面存档备份，存于）". Retrieved 22 November 2009.
- WGBH NOVA/Time-Life Video "Beyond the Milky Way". Interviews the 7th Earl of Rosse, gives the history of the Leviathan and how it worked, starting at 1:50